# 康拉德·格拉夫
康拉德·格拉夫（德語：Conrad Graf，1782年11月17日—1851年3月18日）是奥地利-德国钢琴制造家。他所制造的钢琴曾被贝多芬、肖邦、罗伯特和克拉拉·舒曼等名人使用。

## 生平和职业
格拉夫的职业生涯始于家具制造，他在自己的家乡德国南部的里德林根习得这门手艺。1800年，他成为了在韦灵工作的钢琴制造家雅各布·斯凯克尔（Jakob Schelkle）的学徒。斯凯克尔于1804年去世后，格拉夫娶了他的遗孀凯瑟琳（Katherina），并接管了这家店。1824年，他被任命为维也纳皇室皇家钢琴和键盘制造家。 1826年，他购买了位于维登街102号的“月光屋（Mondscheinhaus）”，这是一家以前很流行的舞厅，他将其改建为钢琴工厂。 格拉夫的工厂在其一生中生产了3000多件乐器。 1840年，格拉夫退休，并将工厂卖给了卡尔·史坦因（Carl Stein）——著名的钢琴制造家约翰·安德鲁斯·史坦因的孙子。

## 弹奏过格拉夫钢琴的知名音乐家
1826年，格拉夫借给路德维希·范·贝多芬一架6个半八度的钢琴，三弦到C♯，四弦从D到顶（F4）。 1827年贝多芬去世后，格拉夫将钢琴收回，并卖给了维也纳的魏玛（Weimer）家族。 这架钢琴现存至今，并于波恩的贝多芬之家展出。
1829年，19岁的弗雷德里克·肖邦在他维也纳的演奏会上选择使用格拉夫的钢琴进行弹奏。后来，据戈德堡（Goldberg）所说，肖邦继续“珍爱”格拉夫的钢琴。
1840年，格拉夫在年轻的钢琴大师克拉拉·维克与罗伯特·舒曼结婚时，将他工厂制造的一架三角钢琴作为礼物送给了她。 1856年舒曼去世后，克拉拉将这架钢琴送给了她的朋友约翰内斯·勃拉姆斯，勃拉姆斯一直使用这架钢琴弹奏作品，直到1873年。
费利克斯·门德尔松也很欣赏格拉夫的乐器。他在1832年买了一架钢琴，并在柏林的家族住宅和演奏会上使用，后来他又买了一架放在杜塞尔多夫使用。
其他拥有或弹奏过格拉夫钢琴的音乐家还有李斯特·费伦茨、弗里德里希·卡尔克布雷纳和卡米爾·普勒耶爾。在19世纪80年代，年轻的古斯塔夫·马勒拥有并演奏了一架非常古老的钢琴，是一架1836年左右的格拉夫钢琴。
2018年9月，保罗·麦克诺提的格拉夫1819年款古钢琴复制版被用于首届国际肖邦钢琴大赛（由弗雷德里克·肖邦学会举办）。

## 专辑
- 保罗·巴杜拉-斯柯达. Paul Badura-Skoda. Franz Schubert. Fantaisie Pour le Piano-forte. Played on a Conrad Graf 1824 fortepiano. Label: Astree.
- 马尔科姆·比尔森、汤姆·贝金、大卫·布雷特曼、乌苏拉·杜奇勒、兹维·梅尼克、巴特·范·奥尔特、安德鲁·威利斯。Malcolm Bilson, Tom Beghin, David Breitman, Ursula Dütschler, Zvi Meniker, Bart van Oort, Andrew Willis. Ludwig van Beethoven. The complete Piano Sonatas on Period Instruments. Played on original fortepianos: Salvatore Lagrassa 1815, Gottlieb Hafner 1835, Johann Fritz 1825, Walter fortepiano copy by Paul McNulty, Walter copies by Chris Maene, Johann Schantz copy by Thomas and Barbara Wolf, a Walter and Conrad Graf 1825 copies by Rodney Regier, Label: Claves.
- 马尔科姆·比尔森。Malcolm Bilson. Franz Schubert — Piano Sonatas D.850, D.568. Played on Conrad Graf ca.1835 fortepiano. Label: Hungaraton Classics.
- 亚特兰蒂斯三重奏。The Atlantis Trio. Klaviertrios. Played on an original Graf piano.
- 薇薇安娜·索弗罗尼茨基。Viviana Sofronitsky. Franz Schubert. Wanderer Fantasy. Impromptus opp.90 & 142. Played on a copy of a Graf instrument made by Paul McNulty.
- 克里斯蒂安·贝祖登豪特。Kristian Bezuidenhout. Franz Schubert. Die schone Mullerin.  Played on a copy of a Graf instrument made by Paul McNulty.
- 克里斯蒂安·贝祖登豪特。Kristian Bezuidenhout. Ludwig van Beethoven. Piano Concertos Nos. 2&5. Played on a replica of a Graf 1824 made by R.Regier. Label: Harmonia Mundi.
- 罗纳德·布劳提甘。Ronald Brautigam. Ludwig van Beethoven. Complete Works for Solo Piano. Played on a copy of a Graf, Walter and Stein fortepianos made by Paul McNulty.
- 阿列克谢·卢比莫夫和他的同事。Alexei Lubimov and his colleagues. Ludwig van Beethoven. Complete piano sonatas. Played on copies of Stein, Walter, Graf, Buchholtz instruments made by Paul McNulty.

## 外部連結
- 声音文件：YouTube上的古钢琴家薇薇安娜·索夫罗尼茨基使用保罗·麦克诺提制造的现代格拉夫钢琴复制版进行弹奏“波兰收藏 （页面存档备份，存于）
- 的钢琴”华沙肖邦学会中由保罗·麦克诺提制造的格拉夫op. 318约1819年款钢琴复制版——描述、照片和钢琴家凯文·肯纳（Kevin Kenner）的采访 （页面存档备份，存于）
- 保罗·麦克诺提——复制格拉夫乐器的钢琴制造家 （页面存档备份，存于）